# 米德爾克里克 (伊利諾伊州)
米德爾克里克（英語：Middle Creek）是位於美國伊利諾伊州漢考克縣的一個非建制地區。該地的面積和人口皆未知。

## 地理
米德爾克里克的座標為40°02′22″N 91°01′38″W / 40.03944°N 91.02722°W，而該地的平均海拔高度為189米（即620英尺）。